# Challenger 2
Challenger 2 är en brittisk stridsvagn som för närvarande är i tjänst i Storbritanniens, Omans och Ukrainas arméer. Challenger 2 stridsvagnen är en vidareutveckling av Challenger 1 som fasades ut under mitten av 1990-talet.

## Utveckling
Challenger 2 började som ett privat initiativ av Vickers Defence i mitten av 1980-talet som en ersättare för Challenger 1. 1988 fick Vickers ett kontrakt på nio prototypvagnar vilket följdes av ett kontrakt på 127 produktionsvagnar i juni 1991. Från början planerade brittiska armén att bara ersätta hälften av sina Challenger 1, men i juli 1994 tecknade man ett kontrakt på ytterligare 268 stridsvagnar för att utrusta hela pansarkåren med Challenger 2.

## Användare
Challenger 2 används idag främst av Storbritannien och Oman. Efter Rysslands invasion av Ukraina 2022, beslöt brittiska försvarsmakten i början av 2023 att skicka en skvadron med 14 challenger 2 stridsvagnar till Ukraina, ihop med tillhörande understödsfordon för bogseringar, reparationer etc.. 

## Konstruktion
Chassiet är identiskt med Challenger 1, men tornet är nyutvecklat och har högre skyddsfaktor. Motorn och drivlinan är också nya och är mer tillförlitliga än i Challenger 1. Drivlinan är kopierad från bärgningsbandvagnen Challenger Armoured Repair and Recovery Vehicle (ARRV). De omanska vagnarna har dessutom luftkonditionering och förbättrad motorkylning.
Challenger 2-stridsvagnen utmärker sig främst från andra stridsvagnar med sin räfflade kanon (Alla andra NATO-stridsvagnar har slätborrade kanoner, vilka funkar bättre med t.ex. pilprojektiler) och sitt kraftiga pansar. Endast en enda challenger 2 stridsvagn har någonsin förstörts i strid och det var för att en annan likadan stridsvagn träffade den av misstag. En brittisk Challenger stridsvagn nära Basra, Irak, blev en gång träffad av 70 RPG-raketer utan att slås ut.  Den är också ovanligt tung, då den väger 75 ton med extra pansar. 

### Framtid
I maj 2021, fick Rheinmetall Bae systems i uppdrag av brittiska försvarsministeriet att utveckla en uppgraderad variant av challenger 2, kallad challenger 3.  Den nya varianten ska ha bland annat en slätborrad högtryckskanon för att bli mer kompatibel med NATO-ammunition, fler och bättre värmekameror, och ett aktivt skyddssystem.